# فناستین
فناستین (انگلیسی: Phenacetin) فناستین (استوفنتیدین، N-(۴-اتوکسی‌فنیل) استامید) یک داروی تسکین‌دهنده و کاهش‌دهنده تب است که پس از معرفی آن در سال ۱۸۸۷ به‌طور گسترده مورد استفاده قرار گرفت. از دههٔ ۱۹۷۰ با عنوان خطرناک از مصرف دارویی کنار گذاشته‌شد (کانادا در سال ۱۹۷۳، و توسط سازمان غذا و داروی ایالات متحده در سال ۱۹۸۳).

## تاریخ
فناستین در سال ۱۹۸۷ در البرفلد آلمان توسط شرکت آلمانی بایر آگ معرفی شد و عمدتاً به عنوان یک مسکن استفاده می‌شد. این دارو یکی از نخستین کاهش‌دهنده‌های تب مصنوعی بود که به بازار آمد. همچنین از نظر تاریخی به عنوان یکی از اولین مسکن‌های غیرافیونی بدون خواص ضدالتهابی شناخته شده‌است.

## مکانیسم اثر شناخته شده
اثرات ضد درد فناستین به دلیل اعمال آن بر روی دستگاه‌های حسی نخاع است. افزون بر این، فناستین یک اثر مضطرب بر روی قلب دارد، جایی که به عنوان یک اینوتروپ منفی عمل می‌کند. این دارو یک ضد تب است و روی مغز عمل می‌کند تا نقطه تنظیم دما را کاهش دهد. همچنین برای درمان آرتریت روماتوئید (نوع تحت حاد) و نورالژی بین دنده‌ای استفاده می‌شود.